# Cryptosporiopsis inaequalis
Cryptosporiopsis inaequalis är en svampart som beskrevs av M. Morelet 1973. Cryptosporiopsis inaequalis ingår i släktet Cryptosporiopsis och familjen Dermateaceae.   Inga underarter finns listade i Catalogue of Life.